# Churchdown Hill

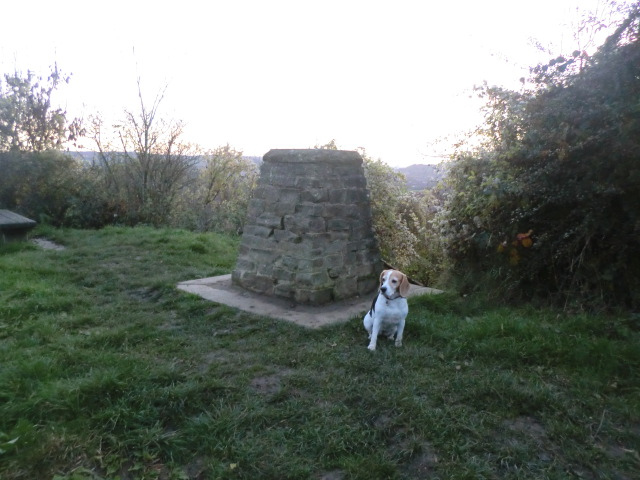
Gipfelstein des Churchdown Hills

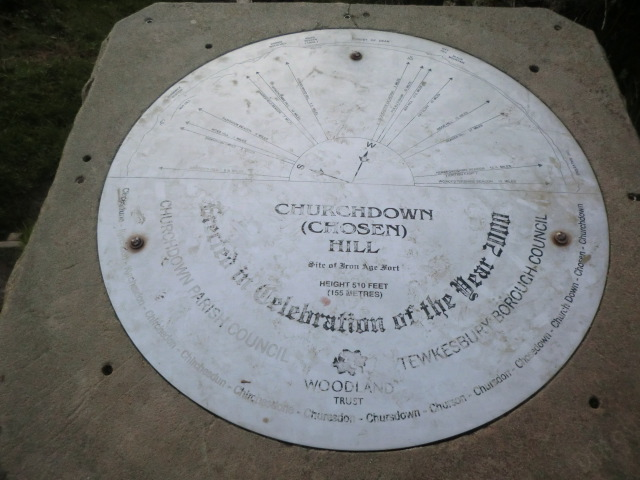
Die Hinweistafel auf dem Gipfelstein des Churchdown Hills weist ihn als 155 Meter hohen Berg aus

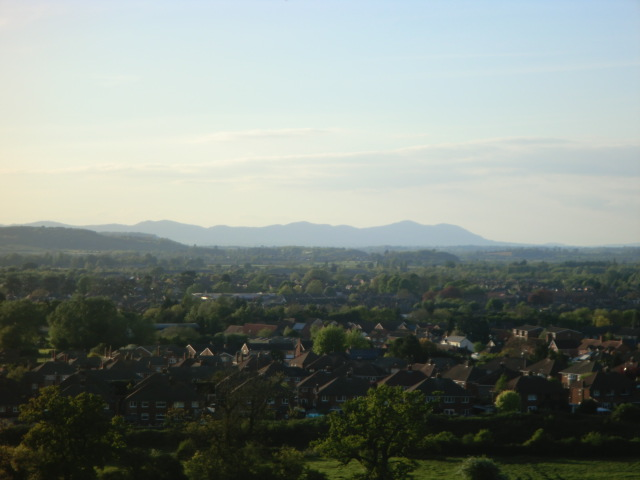
Blick vom Nebengipfel `Tinker´s Hill` auf die 30 km entfernten Malvern Hills über den nördlichen Bereich der Ortschaft Churchdown

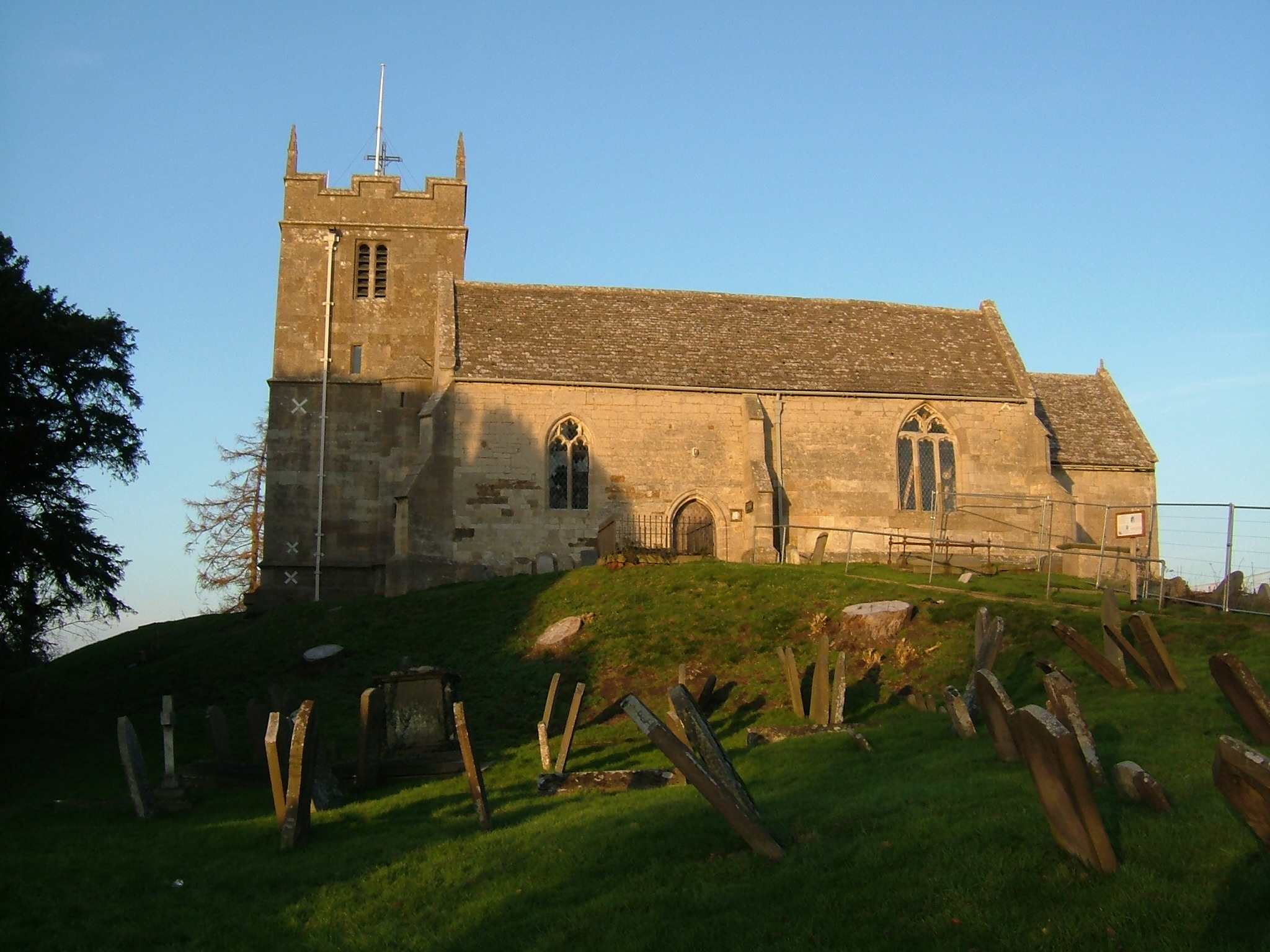
Die St Bartholemews-Kirche auf dem Gipfel des Churchdown Hills

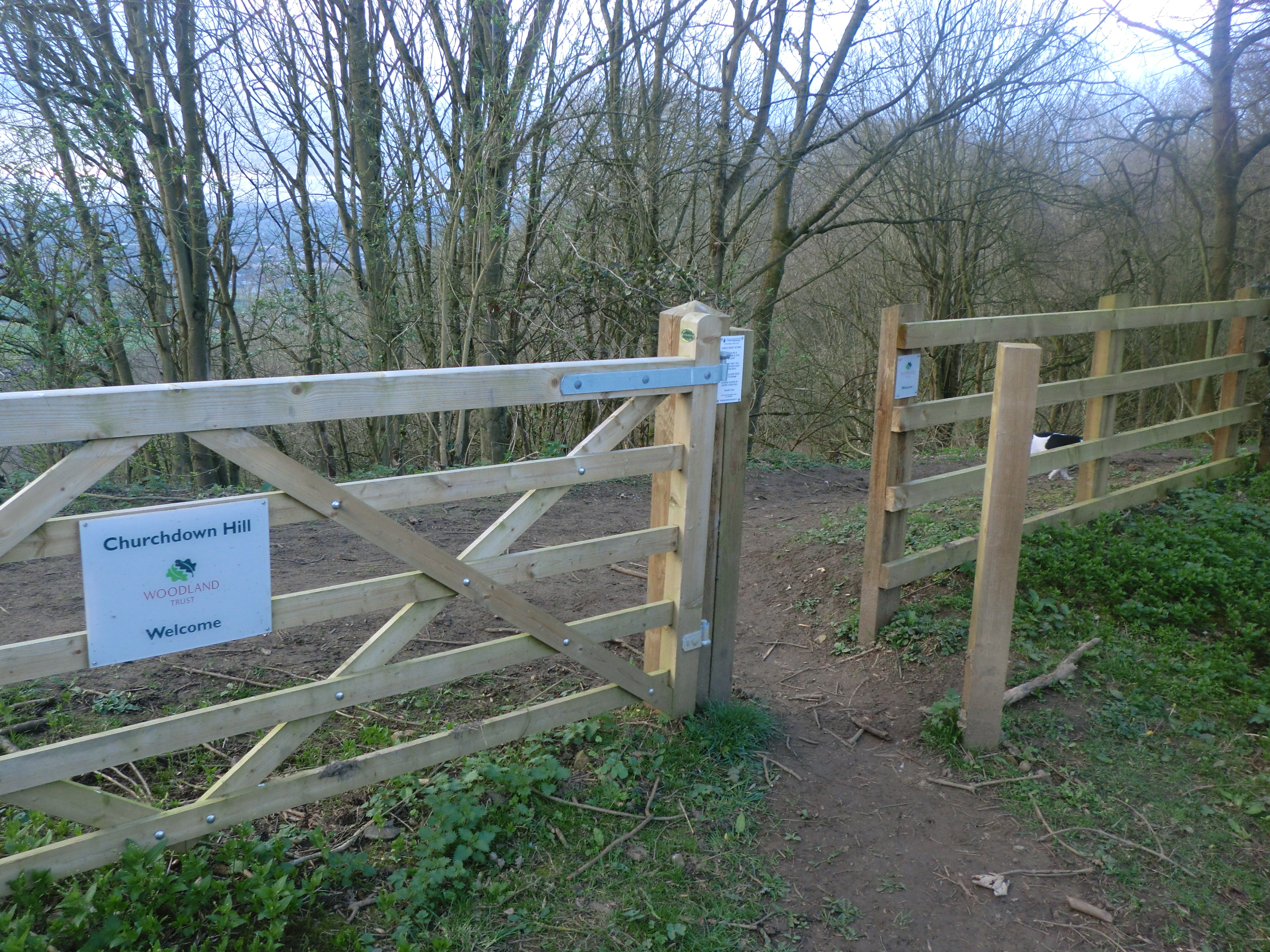
Mit solchen oder ähnlichen Gattern, bzw. Schleusen, wird der Zugang zu den naturgeschützten Bereichen, in der Regel Waldgebiete, auf dem Chosen Hill reguliert (z. B., um Weidevieh aus dem Wald fernzuhalten)

Der Churchdown Hill, lokal bekannter als Chosen Hill, zu deutsch etwa Churchdowner Berg oder Chosen Berg ist ein offiziell 154 Meter hoher (gemäß einer Hinweistafel auf dem Gipfel allerdings 155 Meter) Berg in Gloucestershire. Auf topographischen Karten ist neben oben genanntem „Gipfel“ noch ein 164 Meter hoher Punkt verzeichnet. Der Berg liegt unmittelbar südwestlich der namensgebenden Ortschaft Churchdown, ziemlich genau zwischen den Großstädten Gloucester und Cheltenham. Im Süden liegt die Ortschaft Hucclecote, die zum großen Teil aber mittlerweile nach Gloucester eingemeindet ist und städtebaulich mit der Großstadt verwachsen ist.
Der Churchdown Hill ist das landschaftliche Zentrum des sogenannten Grüngürtels (green belt) um die Ortschaften Churchdown und Innsworth, der sich zwischen beiden Großstädte erstreckt und um dessen Erhaltung in jüngster Zeit von den Bewohnern dort gerungen wird.
Vom Gipfel, jedoch aufgrund des Baumbewuchses nur jeweils von einzelnen Aussichtspunkten, hat man einen guten Blick über das Tal des Severn und die Cotswolds, Gloucester, Cheltenham, die Malvern Hills und bis hin nach Worcestershire.
Obschon der Churchdown Hill recht isoliert liegt und sich markant aus einer eher flachen Umgebung erhebt, gilt er geologisch als ein Ausläufer der Cotswolds.
Administrativ liegt der Berg auf dem Gebiet der Ortschaften Churchdown und Hucclecote. Zwar hat England keine Gemeinden unterhalb der Borough-Ebene, die historische Grenze zwischen den Counties Churchdown und Hucclecote verläuft genau, relativ mittig, über den Berg durch das Gelände der Kirche, sodass jeweils rund die Hälfte der Wälder des Berges zu Churchdown bzw. Hucclecote zuzurechnen sind.

## Bauwerke / Zufahrtswege
Auf dem Berg liegen die historischen Stätten des Mussell Nonnenkloster, die romanische St. Bartholomäus-Kirche. Letztere war bis 1851 die Pfarre für beide Dörfer Churchdown und Hucclecote, die bis dahin in einem Kirchspiel vereint waren.
Im Bereich des Gipfels befinden sich auch ein analoger DAB-Funksender der BBC Radio Gloucestershire und zwei überdachte Reservoirs des Versorgers „Severn Trent Water“, die in den 1940er und 1950er Jahren gebaut wurden. Erwähnenswert ist eine archäologische Stätte – ein aus der Eisenzeit stammende, als Churchdown Hill Camp bekannte Wehranlage, unterhalb des Hauptreservoirs.
Der Churchdown Hill wird von einer lokalen Gruppe namens The Friends of Churchdown Hill unterstützt. Diese Freunde waren bei der Gründung der Woodland Trust's Churchdown Hill Nature Reserves aktiv und haben einen Wanderführer und eine Karte zum Hügel veröffentlicht.
Der Churchdown Hill verfügt über einen Nebengipfel, den Tinker´s Hill. An den Hängen des Berges liegt vor allem Grünland, große Bereiche des Gipfelbereiches sind bewaldet, wobei Laubwald dominiert.
Der Berg ist ein beliebtes Naherholungsgebiet der umliegenden Dörfer.
Eine rund 850 lange Straße führt von Churchdown direkt auf einem Parkplatz neben dem Friedhof der St. Bartholomäus-Kirche, sprich auf Gipfelniveau. Von dort führt ein etwa hundert Meter langer Wanderweg zum Gipfel. Auch von Süden führt von Hucclecote, von der Churchdown Lane, unweit der Noak Court Farm, ein Fahrweg in den Berg hinein, jedoch, obschon mit 1,5 Kilometern deutlich länger, nur bis zu den Wohnhäusern am Waldrand, den Oystershell Cottages. Daneben führen so genannte „Public Footpathes“ auf den Gipfel. Der Bergwald selbst verfügt auch über ein relativ engmaschiges Netz an Wanderwegen und -pfaden, die allerdings überwiegend nicht oder sehr schlecht befestigt sind. Ein solcher Weg ist der 'coffin way' (wörtlich übersetzt "Sargweg", im Deutschen aber eher "Kirchweg") von der St. Bartholomäus-Kirche an der Spitze des Hügels, bzw. dem Friedhof neben dem Gotteshaus, in Richtung Hucclecote.

## Natur / Vegetation
Der Hügel ist von vier Naturschutzgebieten umgeben, die faktisch als ein Naturreservat betrachtet werden können und durch den Woodland Trust und auch von dem Gloucestershire Wildlife Trust verwaltet werden. Die Gesamtfläche des unter Schutz gestellten Gebietes umfasst rund 11,5 Hektar. Die gesamte Waldfläche auf dem Berg umfasst ungefähr 25 bis 30 Hektar.

### Bäume
Die größten Nadelbäume wurden vor etwa 120 Jahren gepflanzt. Letzte Pflanzungen stammen aus den 1940er Jahren. Große und ältere Bäume sind Schotten Kiefern, österreichische Kiefern und der Küsten Redwood. Die neueren Pflanzungen umfassen Lärche und Kiefer.
Das alte Waldgebiet besteht aus Eiche, Esche, Hasel und Ahorn. Auch wachsen dort Weißdorn, Schwarzdorn, Krabbenapfel, Wildkirsche und Stechpalme.

### Weitere Pflanzen
Das Naturreservat ist bekannt für die Frühlingsblüte von Bluebell, zusammen mit Erzengel, der Waldanemone und Hunde-Veilchen.
Generell gibt es, wie in den gesamten Cotswolds eine Palette von Kalkstein-liebende Pflanzen.

### Landwirtschaft
Die Hänge werden, soweit nicht mit Wäldern bestanden, überwiegend als Grünland, vor allem aber als Weideland genutzt. Auf den Hängen im Norden und Süden weiden Rinder, im Osten gibt es auch Koppeln für Pferde. Insbesondere die Rinderweiden ziehen sich bis auf die Höhen des Berges, z. B. auch bis auf den Tinker´s Hill. Weide und Waldland ist auf dem Berg relativ verzahnt. Der Westhang des Berges wird hingegen als Ackerland genutzt.

## Bewohner
Obschon der Berg vor allem ein Natur- und Erholungsgebiet ist, ist er nicht frei von Anwohnernː die Wohnbaufläche der Ortschaft Churchdown zieht sich mit einem sogenannten besseren Wohnviertel am Nordhang im Zuge der Zufahrtsstraße zum Gipfel bis auf ca. 95 Meter ü NN. Auf dem Gipfelplateau selbst liegt rund 50 Meter östlich des Gipfels das Chosen Hill Cottage, ein bewohntes Wohnhaus. Im Westen und Süden liegen einige Wohnhäuser, die sogenannten Oystershell Cottages (Buscombe Noake)  bis auf eine Höhe von 95 Metern ü.NN; eines dieser cottages war in früheren Zeiten ein "Teegarten" und ein beliebter Treffpunkt der Einwohner Churchdowns und Hucclecotes. Im Westen, am Fuße des Berges, ist in diesem Zusammenhang noch eine Farm erwähnenswert, das Zoons Court Farmhouse.

## Kulturgeschichte
Bis zum Ausbruch des Ersten Weltkriegs bestand am Nordhang des Berges der Churchdowner Golfplatz. Er lag oberhalb der Bahnlinie und das Clubhaus stand auf der Pirton Lane, in der Nähe der Sugarloaf Bridge. Heute wird diese Fläche von Grünland und Baugrundstücken eingenommen.
Der Chosen Hill war ein Lieblingsplatz der Komponisten Ivor Gurney und Herbert Howells des frühen zwanzigsten Jahrhunderts – es gilt die direkte Inspiration für Howells 'Klavierquartett in a-Moll' und seine "Chosen Tune" (letzteres gewidmet seiner Verlobten, die bei Churchdown lebte).
Im Jahr 2010 berichtete die BBC, dass der Künstler und Bildhauer Willard Wigan, berühmt für seine mikroskopische Kunst, ein Modell von Chose Hills St. Bartholomäus Kirche auf einem Sandkorn, das er von seinem Kirchhof genommen hatte, geformt hatte. Er hatte dies getan, als eine Art Antwort auf eine Herausforderung seiner Freundin, die dann das Ergebnis als „absolut fantastisch“ bezeichnete.